# Ch’ongryŏn
| Generalverband der Koreaner in Japan | Generalverband der Koreaner in Japan |
| Japanischer Name                     | Japanischer Name                     |
| ------------------------------------ | ------------------------------------ |
| Kanji                                | 在日本朝鮮人総聯合会                 |
| Rōmaji nach Hepburn                  | Zai-Nihon Chōsenjin Sōrengōkai       |
| Koreanischer Name                    |                                      |
| Chosŏn’gŭl                           | 재일본조선인총련합회                 |
| Hancha                               | 在日本朝鮮人總聯合會                 |
| McCune-Reischauer                    | Chae Ilbon Chosŏnin Ch’ongryŏnhaphoe |
| Revidierte Romanisierung             | Jae Ilbon Joseonin Chongryeonhaphoe  |
|                                      |                                      |

Ch’ongryŏn (kor. 총련, 總聯), auch Chōsen Sōren (jap. 朝鮮総連) genannt, ist eine Organisation für in Japan lebende Koreaner (Zainichi-Koreaner), die Nordkorea nahesteht. Ihr Gegenstück ist die Vereinigung Mindan, die mit Südkorea verbunden ist. Der Ch’ongryŏn wurde am 25. Mai 1955 von Han Tok-su (한덕수, 韓德銖) gegründet. Von den 610.000 Koreanern in Japan stehen etwa ein Drittel dem Ch’ongryŏn nahe (1991 hatte sie etwa 244.000 Mitglieder), zwei Drittel der Mindan.
Hauptsitz des Ch’ongryŏn ist Tokio. Es bestehen daneben auch regionale Niederlassungen in den japanischen Präfekturen. Des Weiteren existiert eine dazugehörige Jugendorganisation namens Choch’ŏng. Der Ch’ongryŏn betreibt verschiedene Medien zur Verbreitung nordkoreanischer Propaganda, eigene Kindergärten, Schulen und Banken und ist in der Wirtschaft tätig. 1992 betrieb die Organisation 83 Grund-, 55 Mittel- und 13 Oberschulen, sowie die Hochschule Chōsen Daigakkō. Die Schülerzahl lag bei insgesamt 19.000. Sie ist mit fünf Abgeordneten in der Obersten Volksversammlung Nordkoreas vertreten.
Die erwirtschafteten Devisen fließen größtenteils nach Nordkorea zur Unterstützung des dortigen Regimes unter Kim Jong-un. 1995 wurden die Gesamtvermögenswerte der Organisation auf 200 Milliarden US-Dollar geschätzt, was beinahe der zehnfachen Summe des nordkoreanischen Bruttosozialprodukts entsprach. Um 1990 lag der jährlich nach Nordkorea überwiesene Betrag bei insgesamt etwa 750 Millionen US-Dollar. Hinzu kommen Investitionen in Joint Ventures in Nordkorea durch der Organisation nahestehende Geschäftsleute.
Der Ch’ongryŏn wurde in der Vergangenheit mehrmals beschuldigt, Spionage, Drogenschmuggel und andere illegale Aktivitäten zu betreiben. Ein bedeutender Anteil aller in Südkorea enttarnten nordkoreanischen Agenten stammten aus den Reihen des Ch’ongryŏn. Am 15. August 1974 unternahm ein Koreaner mit Verbindungen zu der Organisation ein Attentat auf den Staatschef der südkoreanischen Militärdiktatur, Park Chung-hee.
Seit der zweiten Hälfte der 1970er Jahre leidet die Organisation an einem permanenten Mitgliederschwund. Während 1975 noch 290.000 Zainichi-Koreaner dem Ch’ongryŏn angehörten, waren es 1985 noch 275.000 und 1991 nur 244.000. Mittlerweile gehen nach mehreren Finanzskandalen, die den Ch’ongryŏn an den Rand der Zahlungsunfähigkeit brachten, optimistische Schätzungen nur noch von 40.000 Mitgliedern aus. Die einst kleinere Organisation der Südkoreaner (Mindan) konnte die Zahl ihrer Mitglieder dagegen bis 1991 auf 371.000 steigern. Als ein Grund für den Mitgliederschwund werden die Berichte von nach Nordkorea ausgewanderten Ch’ongryŏn-Mitgliedern genannt, die sich in ihren Briefen an die Verwandtschaft in Japan über die schlechte materielle und politische Lage in Nordkorea beklagten, sowie das Vernachlässigen der Funktion als Vertretung der koreanischen Minderheit zu Gunsten staatlicher Propaganda und Devisenbeschaffung.
Hinzu kommt, dass sich die Kinder der ersten Mitgliedergeneration weit weniger als ihre Eltern mit Nordkorea verbunden fühlen. In den 1990er Jahren wurde vermehrt über Spannungen zwischen der nordkoreanischen Führung und dem Ch’ongryŏn berichtet. Diese resultierten aus der Unzufriedenheit der Zainichi-Koreaner mit den stets steigenden Forderungen Nordkoreas nach Geldzuweisungen sowie mit der dynastischen Nachfolgeregelung nach dem Tod des nordkoreanischen Staatschefs Kim Il-sung. Viele Ch’ongryŏn-Mitglieder wagten jedoch nicht den völligen Bruch mit der Organisation, da sie um das Wohlergehen von Verwandten in Nordkorea bangten. Der Führung in Pjöngjang wird in diesem Zusammenhang vorgeworfen, die Angehörigen der Zainichi-Koreaner in Nordkorea als Geiseln zu missbrauchen, um von den Zainichi-Koreanern materielle Unterstützung zu erpressen.
Da es keine diplomatischen Beziehungen zwischen Japan und Nordkorea gibt, übernimmt der Ch’ongryŏn de facto die Funktion einer nordkoreanischen Vertretung in Japan. Nach der Pfändung des Hauptquartiers ist allerdings zurzeit fraglich, ob der Ch’ongryŏn überhaupt und in welchem Umfang diese Funktion wahrnehmen kann.
Vorsitzender des Zentralkomitees des Ch’ongryŏn war ab 2007 bis zu seinem Tode im Februar 2012 So Man-sul. Sein Nachfolger wurde am 19. Mai 2012 mit Ho Jong-man gewählt.